# Grupa jedanaest država
Grupa jedanaest država (N-11) ili Sljedećih jedanaest (eng. Next Eleven) niz je od jedanaest država, koje imaju potencijal postati ponajveća svjetska gospodarstva u 21. stoljeću. To su: Bangladeš, Egipat, Filipini, Indonezija, Iran, Južna Koreja, Meksiko, Nigerija, Pakistan, Turska i Vijetnam. 
Pojam je 2005. godine, prvi uveo Jim O'Neill, ekonomist investicijske banke Goldman Sachs u znanstvenom radu. Ove države imaju obećavajuće mogućnosti za ulaganja i dalji razvoj. Na kraju 2011., četiri glavne države iz ove grupe (Meksiko, Indonezija, Južna Koreja i Turska) također poznate kao MIKT, činile su 73 posto BDP-a svih država Grupe jedanaest država. BDP BRIC država (Brazil, Rusija, Indija i Kina) bio je 13,5 bilijuna dolara, dok je BDP MIKT bio gotovo 30 posto toga: 3,9 bilijuna dolara.
Obilježja Grupe jedanaest država su: makroekonomska stabilnost, politička zrelost, otvorenost trgovini, investicijska politika i kvaliteta obrazovanja. 
Slični pojmovi su CIVETS: (Kolumbija, Indonezija, Vijetnam, Egipat, Turska, Južna Afrika), koji je skovao ekonomist Robert Ward 2009. godine, G11 (Jordan, Hrvatska, Ekvador, Gruzija, El Salvador, Honduras, Indonezija, Maroko, Pakistan, Paragvaj i Šri Lanka), MINT (Meksiko, Indonezija, Nigerija i Turska), MIKT ili MIST (Meksiko, Indonezija, Južna Koreja i Turska) i VISTA (Vijetnam, Indonezija, Južna Afrika, Turska, Argentina). 